# Isochonidae
Famille
Les Isochonidae sont une famille de Ciliés de la classe des Phyllopharyngea, et de l’ordre des Cryptogemmida.

## Étymologie
Le nom de la famille vient du genre type Isochona, composé du préfixe iso (du grec ἴσος / isos « égal »), et du suffixe -chona, (du grec χονα / chona « entonnoir »), littéralement « entonnoir homogène », en référence à la forme régulière de ce cilié.

## Description
Les Isochonidae ont une taille moyenne (80 à 200 µm). Leur  forme est cylindrique, allongée, non aplatie. Ils ont un cône, arrondi, simple, en forme d'entonnoir, plutôt petit et indistinct, et aligné avec l'axe principal du corps très allongé. Leur collier est court. Leur ciliation comprend un champ droit non subdivisé, et un champ gauche relativement grand. Ils sont sessiles ; leur pédoncule peut être long. Leur crypte est de taille moyenne. Leur macronoyau est hétéromère et ellipsoïde. Au moins un micronoyau est présent.Vacuole contractile et cytoprocte sont absents. Son mode  d’alimentation n’est pas connu.

## Habitat et distribution
Les Isochonidae vivent en milieu marin, en parasite sur des crustacés isopodes cyamidés (« pou de baleine »).
Ils ont une très large distribution sur plusieurs espèces de baleines, de divers océans.

## Liste des genres
Selon GBIF (19 août 2024) :
- Cyamichona Jankowski, 1971
- Isochona Jankowski, 1973 genre type
  - Espèce type : Isochona rotundata  Jankowski, 1973
- Trichochona Mohr, 1948
  - Espèce type : Trichochona lecythoides  Mohr, 1948

Selon Lynn (2010) :
- Cyamichona Jankowski, 1971
- Inermichona Jankowski, 1971
- Isochona Jankowski, 1973  genre type
- Thalassochona Jankowski, 1971
- Trichochona Mohr, 1948

Selon World Register of Marine Species (21 août 2024) :
- Cyamichona Jankowski, 1971
- Isochona Jankowski, 1973 genre type

## Systématique
Le nom valide de ce taxon est Isochonidae Jankowski, 1973.